# Blood Father
Blood Father è un film del 2016 diretto da Jean-François Richet, con protagonista Mel Gibson.
La pellicola è l'adattamento cinematografico del romanzo omonimo scritto da Peter Craig, qui anche co-sceneggiatore e produttore.

## Trama
L'ex biker John Link è un ex detenuto in libertà vigilata, dopo aver scontato 9 anni di carcere per traffico d'armi. Ora riga dritto: inserito in un programma di riabilitazione per tossicodipendenti e alcolizzati, frequenta le riunioni degli alcolisti anonimi e vive nel deserto dell'Arizona, in una vecchia roulotte, in una comunità di persone come lui. John trascorre le giornate facendo tatuaggi nella sua roulotte e parlando con il suo migliore amico, Kirby Curtis, un ex alcolista come lui, che vive a pochi metri di distanza e lo aiuta a resistere alla tentazione di ricascare nel vizio. John ha un grande rammarico: non vede più sua figlia Lydia da anni, da quando sparì dalla casa della sua ex moglie.
Un giorno, con sua grande sorpresa, John riceve una chiamata da Lydia, che oggi ha diciassette anni e gli chiede aiuto perché si trova in grossi guai. John si precipita con la sua vecchia Dodge da sua figlia, che rincontra dopo anni. La ragazza, che ha bevuto molto, si addormenta poco dopo, senza dare troppe spiegazioni a suo padre. Frugando tra i suoi effetti personali, John scopre che Lydia possiede una pistola. Poco dopo, John riceve la visita di tre uomini armati: si tratta degli uomini di Jonah, il ragazzo di Lydia, a cui lei ha sparato per poi darsi alla fuga. Dopo aver fatto a pezzi la roulotte di John, gli uomini vengono messi in fuga da Kirby e dagli altri membri della comunità, ma promettono che torneranno. Così, John decide di andarsene con Lydia.
I due vanno in un motel, ma il loro identikit è stato diramato dalla polizia e qualcuno li riconosce; grazie alla complicità del giovane portinaio i due si dileguano, appena in tempo per sfuggire a un misterioso sicario, che John, grazie alla sua esperienza sui tatuaggi, riconosce come appartenente al cartello della droga messicano. Per strada, John litiga con sua figlia e si fa dare le generalità del suo ex, chiedendo poi informazioni su di lui ad Arturo Rios, un suo amico che si trova in carcere. John, che ha perso la sua Dodge e viaggia a bordo di una vecchia station wagon rubata, raggiunge assieme a sua figlia uno sperduto capannone in mezzo al deserto: lì vive il Predicatore, il vecchio capo di John, un reduce che ha un negozio online di cimeli per nazisti e contrabbanda armi; quest'uomo gli deve molti soldi e si è tenuto la sua moto dopo che John andò in carcere. John sostiene che il Predicatore è in debito con lui perché in tutti questi anni non ha mai rivelato alle autorità che lavorava per lui in cambio di uno sconto per la pena. Ma il Predicatore temporeggia, dicendo che ne riparleranno il giorno dopo, dato che quella sera ci sarà una festa di bikers. Il giorno dopo, John si sveglia fissando le canne di un fucile: Cherise, la moglie del Predicatore, tiene lui e sua figlia sotto tiro. John chiede spiegazioni, ed il Predicatore gli risponde che intende riscuotere il premio di trentamila dollari per il ritrovamento di sua figlia; John allora si infuria e, disarmata Cherise, inveisce contro il Predicatore, portandosi via sua figlia e la sua moto.
Poco dopo i due vengono rincorsi da due bikers inviati dal Predicatore per ucciderli, ma John, grazie alla sua esperienza, ha la meglio sui due uomini. I due raggiungono un motel, dove cercano di alterare le proprie fattezze per passare inosservati. John riceve una chiamata da Rios e si reca in carcere; lì il suo amico gli spiega che l'ex ragazzo di sua figlia, Jonah, è il nipote del padrino del cartello messicano e che tra di lui e suo zio non corrono buoni rapporti: il ragazzo infatti lo ha derubato di molti soldi e, per non essere ucciso, ha incolpato Lydia di averli presi, ed ora il padrino vuole la testa della ragazza. Nel frattempo Lydia, messa in guardia da Kirby con una telefonata, va in un centro commerciale dove riceve la telefonata di Jonah, che credeva morto e che invece tenta di rapirla. Lydia fugge, ma il sicario del cartello la tramortisce. Poco dopo Jonah dà appuntamento a John nel Gran Canyon. John prende la moto e torna nel magazzino del Predicatore; nonostante esso sia molto fornito di armi, John si porta via solo delle bombe a mano e una mina antiuomo; quando il Predicatore cerca di fermarlo, lui lo uccide a sangue freddo e se ne va.
John si presenta al luogo dell'appuntamento disarmato e scende dalla moto con le mani in alto, uno degli uomini di Jonah gli lega i polsi e lo fa salire in auto assieme a Lydia: i due sono tenuti sotto tiro da uno dei tre uomini di Jonah. Gli altri due sono mandati da Jonah a controllare la moto, ma saltano in aria con essa: John aveva sistemato le bombe nel tascone della moto e quest'ultima sulla mina. Approfittando del momento sorpresa, John ha una colluttazione con l'uomo in auto, uccidendolo; poi spara a Jonah, che si dà alla fuga; dopo essersi liberato e sceso dall'auto, John viene ferito al fianco dal sicario, acquattatosi nelle alture lì vicino. Ma Lydia non lo abbandona e ferma l'auto, dando a John una pistola con cui John uccide il sicario, venendo colpito al petto. John si riconcilia con lei, morendo poco dopo.

## Produzione
Nel 2008 Sylvester Stallone doveva dirigere ed interpretare il film, ma fu costretto ad abbandonare il progetto per realizzare il film John Rambo.
Le riprese del film sono iniziate il 5 giugno 2014 ad Albuquerque, in Nuovo Messico, e sono terminate il 3 luglio dello stesso anno.
Il budget del film è stato di 15 milioni di dollari.

## Promozione
Il primo trailer del film viene diffuso il 3 aprile 2016.

## Distribuzione
Il film è stato presentato in anteprima al Festival di Cannes 2016 nella sezione "Proiezioni di mezzanotte". Nelle sale cinematografiche statunitensi è stato distribuito a partire dal 25 agosto 2016.

## Accoglienza

### Incassi
Il film ha incassato 6,9 milioni di dollari.

## Riconoscimenti
- 2017 - Golden Tomato Awards[8]
  - Secondo miglior film d'azione del 2016